# ジャイシュ＝エ＝ムハンマド
ジャイシュ＝エ＝ムハンマド（ウルドゥー語: جيش محمد、英語：Jaish-e-Mohammed、略称：JeM）は、パキスタンのイスラム主義組織。

## 概要
パキスタンのアザド・カシミールを拠点とするイスラーム過激派。カシミール地方のインドからの分離を目指しジャンムー・カシミール州を中心にテロ活動をしており、カシミール地方では最も過激な組織とされる。2002年にパキスタンのパルヴェーズ・ムシャラフ政権はJeMを非合法組織に指定した。ジャイシュ＝エ＝ムハンマドとは「ムハンマドの軍隊」という意味である。1968年にパキスタンのバハーワルプルに生まれたマウラナ・マスード・アズハール（Maulana Masood Azhar）はカラチでイスラム原理主義組織・ハラカト＝ウル＝アンサール（Harkat-ul-Ansar、HuA）に加入し、その幹部となるとケニアやソマリアなど各地に派遣され、ソマリアのイスラーム過激派・アル＝イテハド・アル＝イスラミーヤ（Al-Itihaad al-Islamiya）やアルカーイダと関係を築いた。

## 活動

### 1994年
1994年、アズハールは、HuAを構成していた2つの派であるハラカト＝ウル＝ジハード・アル＝イスラミー（Harkat-ul-Jihad al-Islami、HuJI）とハラカト＝ウル＝ムジャヒディーン（Harkat-ul-Mujahideen、HuM）の対立を仲裁しにシュリーナガルに入ったところをインド治安当局に逮捕された。HuJIはソビエト連邦軍のアフガニスタン侵攻に対抗して1984年にパキスタンで最初に結成されたイスラム原理主義組織で、HuMは1989年にサイイド・アフガニ（Sajjad Afghani）をリーダーに生まれたカシミールの武装組織である。HuJI、HuMともにターリバーンとの密接な関係がある。

### 1999年
1999年12月、カトマンズ発デリー行きのインド航空814便がHuMによってハイジャックされた（インディアン航空814便ハイジャック事件）。機体はターリバーン統治下のカンダハールに着陸させられた。乗客の解放と交換でアズハールはインド政府から釈放され、直ちにHuMのメンバーを集めて、より過激なジャイシュ＝エ＝ムハンマドを誕生させた。HuMの創設者であったサイイド・アフガニもJeMのナンバー2となった。JeM創設以降、HuMは大きな活動を行っていない。一方、HuJIは軍統合情報局（ISI）の支援を受けてインド国内・バングラデシュ国内で活発なテロを起こしている。

### 2001年
JeMは2001年12月13日、ラシュカレ・タイバ（LeT）との共同作戦でインド国会議事堂を襲撃した。その後もアメリカ人の誘拐などを繰り広げている。

### 2016年
2016年1月、パタンコート空軍基地を襲撃し、銃撃戦によって治安部隊に犠牲者が出た。同年9月には、ウリにあるインド陸軍の宿営地を襲撃し、19人の兵士を死亡させた。

### 2019年
インドのジャンムー・カシミール州の国道を走行中だった治安部隊を標的として、自爆テロを起こした（プルワマ襲撃事件）。インド政府は、テロに対する報復としてバーラーコート空爆を実行。この空爆は、パキスタン領内で行われたため両国間の関係悪化へと発展した。